# Lövskogslöpare

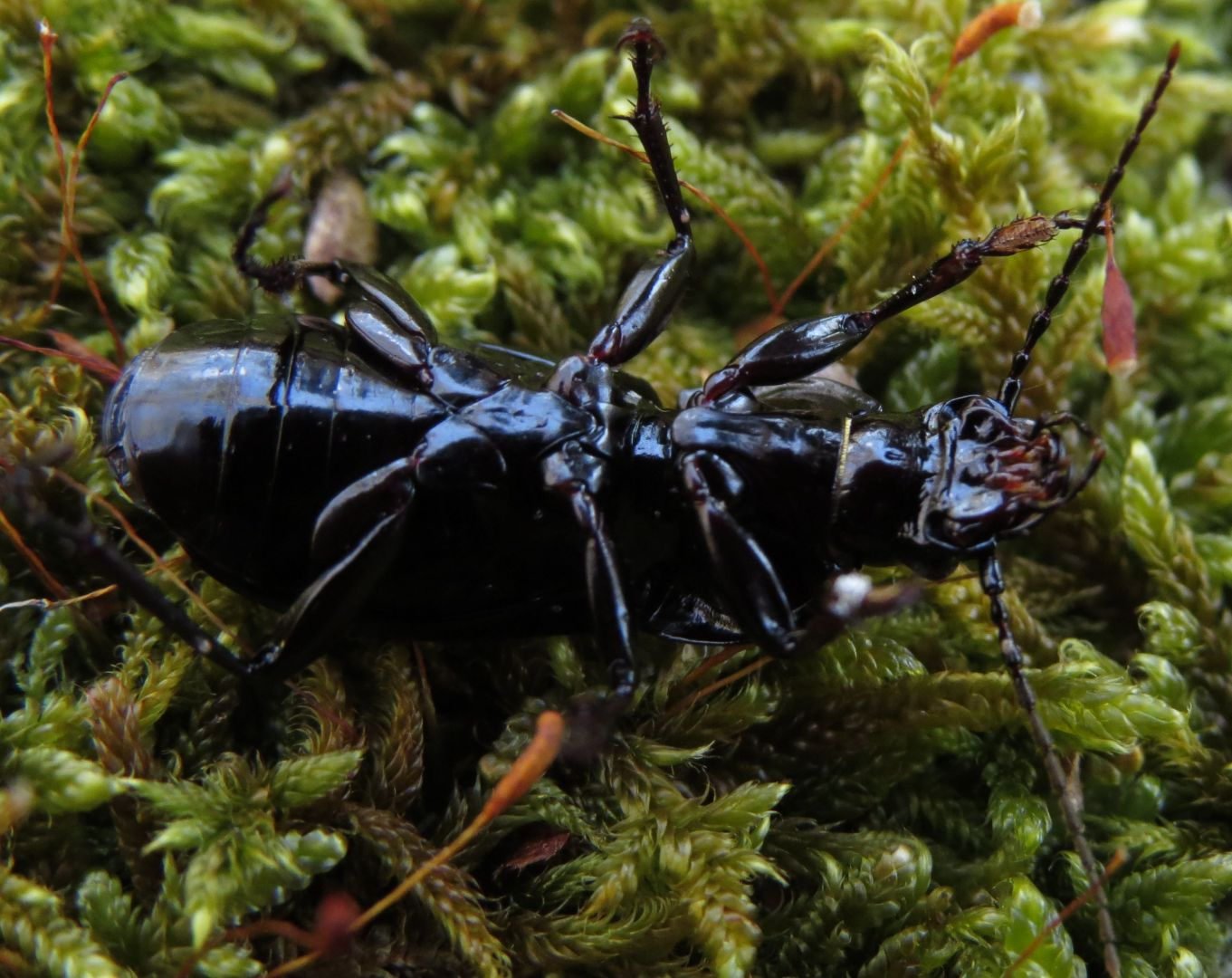
Lövskogslöpare Abax parallelepipedus hane

Lövskogslöpare (Abax parallelepipedus) är en art i insketsordingen skalbaggar som tillhör familjen jordlöpare. 

## Kännetecken
Lövskogslöparen har svarta täckvingar och en bred, nästan fyrkantig svart halssköld. Dess kroppslängd är 18 till 22 millimeter och detta, i kombination med dess kraftiga ben och breda halssköld, ger den ett ganska robust utseende.

## Utbredning
Lövskogslöparen finns i Europa och är en av de nordligaste arterna i sitt släkte. I Sverige har den dock endast hittats i två begränsande områden i Skåne.

## Levnadssätt
Lövskogslöparen kan inte flyga och lever i myllan i skogar, i Sverige endast i ädellövskog, men längre söderut i utbredningsområdet även i blandskog och barrskog. Den är ett nattaktivt rovdjur som jagar andra evertebrater i lämplig storlek. Honan innesluter vid äggläggningen varje ägg i en skyddande kapsel, så att de inte ska angripas av svamp eller torka ut. I de södra delarna av utbredningsområdet har man observerat honor som vaktat äggen fram till kläckningen.